# Kontrolér

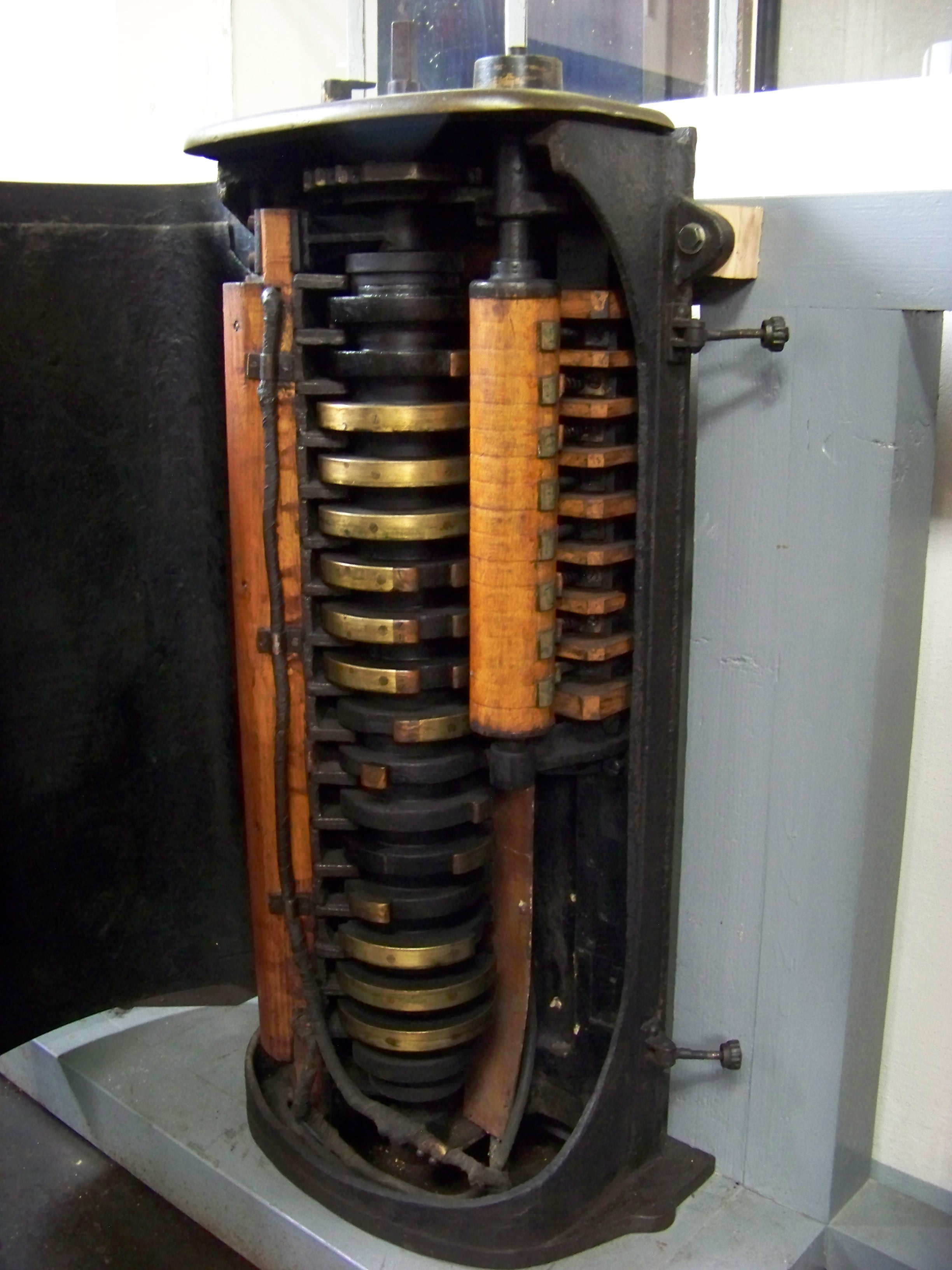
Kontrolér pražské tramvaje s přímým spínáním trakčního proudu

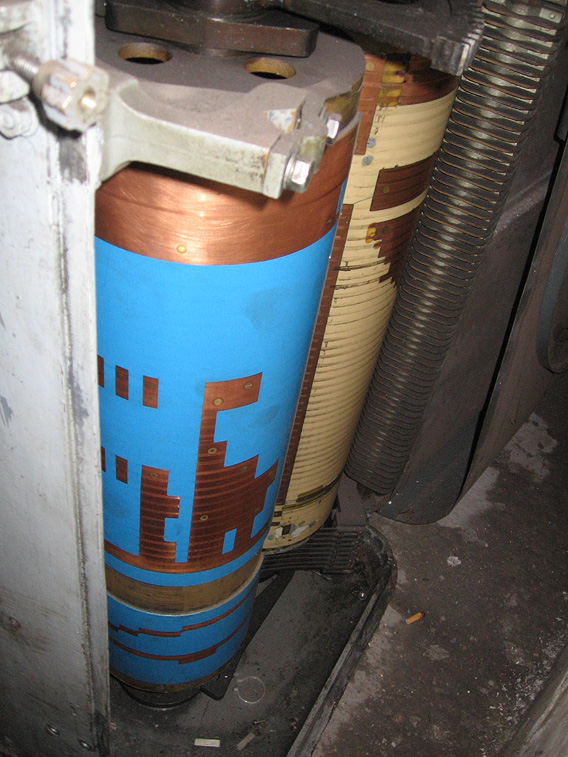
Kontrolér z lokomotivy řady 362 JŽ s nepřímým řízením - slaboproudými kontakty se ovládají silnoproudé stykače ve strojovně. Samostatné válce pro jízdu (bílý) a brzdu (modrý).

Kontrolér je elektrický přístroj, který slouží k zapínání a přepínání vysokých proudů manuálním způsobem. Typický příklad kontroléru je ve starých tramvajích typu Ringhoffer. V tramvajích koncepce PCC, mezi které se řadí i modely Tatra, byl nahrazen zrychlovačem a později výzbrojí založenou na polovodičích.

## Konstrukce
V kontroléru je otočný válec, jehož vrchol je vyveden nad kontrolér. Na tento vrchol (trn) se nasazuje ovládací mechanizmus (klika). Otáčením válce dochází ke spínání a rozpínání pohyblivých kontaktů jako u stykače. Jednotlivé kontakty jsou odděleny zhášecími komorami. V tramvajích staré stavby měly kontroléry dva otočné válce. Jeden hlavní k zapínání jízdních a brzdových stupňů a druhý, menší, k volbě směru jízdy. 

## Ovládání
Řidiči ovládající kontrolér museli mít velký cit pro přesné zařazení stupňů, protože pokud přetáhli stupeň mezi jednotlivé polohy, docházelo k jiskření a napalování kontroléru. Mohlo také dojít k bouchnutí, protože při jiskření vzniká ozon. Proto bylo vždy nutné, aby řidiči – kurzisti cvičili ovládání kontroléru naprázdno na vypnutém voze. Při jízdě bylo vždy potřeba vyčkat na jednotlivých stupních jízdy či brzdy, který odpovídá patřičné rychlosti. Pokud řidič nevyčkal, než vůz dosáhne určené rychlosti, tak jízda byla velmi nekomfortní a celá souprava škubala. Zároveň bylo nebezpečí skluzu kol. Při zapínání brzdy bylo vždy třeba vyčkat, než vůz zpomalí a brzdový proud zeslábne, než se zapnul další stupeň brzdy, popřípadě než se vypne brzda. Pokud se například brzda zapnula ve vyšší rychlosti a nenechala zeslábnout (tzv. vybručet), tak kontakty kontroléru procházel velký brzdný proud a při následném vypínání na nulu docházelo ke velkému tahání oblouku. Nebezpečí vznikalo i při rychlém zapínání stupňů brzdy. V případě nouzového brzdění bylo nutné stupně postupně zapínat (ne strhnou kliku na poslední stupeň naráz), aby nedošlo ke smyku kol. Vždy bylo proto nutné i na suché koleji použít sypače písku.

## Stupně jízdy
První, druhý a třetí stupeň jízdy v pražských tramvajích na nejrozšířenějším kontroléru byly odporové při sériovém zapojení motorů. Čtvrtý stupeň jízdy byl bezodporový a motory byly v sérii zapojeny přímo na plné trakční napětí. Pátý a šestý stupeň byl odporový při paralelním zapojení motorů. Sedmý stupeň jízdy byl opět bezodporový a motory byly paralelně zapojeny na plné trakční napětí (tzv. paráda – od paralelního zapojení). Z toho vyplývá, že na čtvrtém a sedmém stupni jízdy mohlo být zapnuto trvale. Stupně jízdy bylo nutné zapínat postupně a výhradně ve směru zapínání. Při nutnosti zařazení nižšího stupně bylo nutno vypnout na nulu a pak zapnout nižší stupeň jízdy. Maximálně však na 4. stupeň (tzv. 1. polohu). Další stupně se následně dotáhly dle potřeby až na sedmý stupeň (tzv. 2. polohu). V praxi však řidiči např. při přejíždění sekčních děličů vypnuli ze sedmého stupně na nulu a následně hned zapnuli na pátý stupeň a dotáhli na sedmý. Jízda tím byla komfortnější, protože přechod mezi 4. a 5. stupněm měl velkou mezeru. 

## Stupně brzdy
První tři stupně působila jen elektrodynamická brzda. Na ostatních s elektrodynamickou brzdou působila i brzda kolejnicová, která na rozdíl od vozů nového typu byla jen jako nouzová. Dlužno říci, že při normálním zastavování kolejnicové brzdy zapůsobily jen „vlažně“, když už vůz téměř stál. Nebylo to tedy tak, že by vůz byl prudce zastaven. 
Kolejnicové brzdy byly napájeny proudem z trakčních motorů při režimu elektrodynamické brzdy. Pokud vůz dostal smyk, kola se zastavila, tak nepůsobila ani kolejnicová brzda, což byl při krizových situacích velký problém. Bylo nutné smyk nejdříve odbavit nejlépe chvilkovým zapnutím prvního stupně jízdy, aby se kola roztočila, podsypat pískem a znovu zapínat brzdové stupně. Proto bylo vždy žádané brzdit dříve a řadit brzdové stupně až poté, co předcházející stupeň brzdy zeslábl, a při špatných adhezních podmínkách preventivně vůz podsypat pískem.